# Estação São Leopoldo
A Estação São Leopoldo é uma das estações do Metrô de Porto Alegre, situada em São Leopoldo, entre a Estação Unisinos e a Estação Rio dos Sinos. Faz parte da Linha 1.
Foi inaugurada em 20 de novembro de 2000. Localiza-se no cruzamento da Avenida João Corrêa com a Avenida Mauá. Atende os bairros do Centro e São José.

## Localização
A estação recebeu esse nome por ser a principal estação situada no município de São Leopoldo. O município possui esse nome por homenagear o padroeiro da Imperatriz Leopoldina.
Em suas imediações se localiza o Museu do Trem, que agrega o acervo da extinta RFFSA, além da Praça Amadeo Rossi, revitalizada em 2015.